# Эпова, Анна Алексеевна
А́нна Алексе́евна Э́пова (1903—1981) — советская певица, ученица Ксении Дорлиак, основательница хора, музыкальный педагог.

## Биография
Родилась 22 декабря 1903 года в деревне Юргино, вблизи от бывшего уездного города Яренска Вологодской губернии (ныне Ленский район (Архангельская область)) в семье малоземельного крестьянина Алексея Дмитриевича Эпова. Мать, Мария Николаевна, тоже была крестьянкой. В семье было восемь детей.
В 1909 году Анна поступила учиться в Яренское женское приходское училище, по окончании которого продолжила учёбу в Яренской женской прогимназии. После её реорганизации, в 1920 году, закончила Яренскую школу 2-й ступени.
После окончания школы она вступила в члены ВЛКСМ, была делегатом на 2-м Северо-Двинском губернском съезде ВЛКСМ в г. Великом Устюге. Зимой 1920—1921 годов Анна Алексеевна работала учителем в начальной школе, а в 1921 году уехала учиться в Петроградский внешкольный Институт. В 1922 году, будучи на родине в Яренске, она обратилась в Яренский райком ВЛКСМ с просьбой выдать ей путевку для учёбы в Петроградской консерватории, куда позднее сдала экзамены. Во время учёбы Эпова активно участвовала в комсомольской работе, неоднократно была делегатом на районных и городских комсомольских конференциях, на конференциях работников искусств Ленинграда и других мероприятиях.
По окончании Ленинградской консерватории в 1933 году Эпова была принята солисткой Ленинградского театра оперы и балета и в течение 9 лет участвовала во многих операх. Затем она занялась фольклорным творчеством, и в 1935 году в Ленинграде была издана книга под названием «Яренские песни»,  тексты которых были напеты Анной Алексеевной Эповой, а позже она написала «Сборник народных песен» и подготовила к изданию книгу «Северные свадебные обряды».
В Великую Отечественную войну Анна Алексеевна вместе со своим мужем, инженером Кировского завода Ленинграда А. И. Максимовым ушла на фронт. В течение всей войны она работала в политотделах частей и соединений, организовывала хоры, выступала в передовых воинских частях с концертами, вела работу среди женщин-фронтовиков и прошла фронтовые дороги до самой Германии.
После окончания войны работала педагогом вокального отделения музыкального училища при Ленинградской Государственной консерватории, а также художественным руководителем и педагогом солистов ансамбля народного коллектива хора русской народной песни Ленинградского дворца культуры им. С. М. Кирова. Этот русский народный хор она создала из рабочих фабрик и заводов Ленинграда в 1950 году и успешно руководила им, участвуя во всех концертах смотрах и фестивалях. Хор Русской народной песни под руководством А. А. Эповой был удостоен звания «Народного коллектива».
Также Анна Алексеевна работала педагогом вокального отдела Народной музыкальной школы и занималась по классическому и академическому пению в отделе для народных певцов. Вместе с И. Шимковым в 1964 году Эпова создала отделение народного пения в Музыкальном училище им. Римского-Корсакова при Ленинградской консерватории. Среди её учеников — заслуженные артисты России В. Жолобова, Р. Мирошниченко, Н. Думцев, а также Людмила Парамонова. Также работала консультантом кафедры «Русское народное песенное искусство» Ленинградского государственного института культуры им. Н. К. Крупской.
Умерла А. А. Эпова в августе 1981 года.
В 2008 году созданному ею хору было присвоено её имя.

## Награды
- За активную политическую и культурно-просветительную работу на фронте А. А. Эпова получила ряд грамот и благодарностей от командования частей и соединений, а также была награждена медалями «За оборону Ленинграда» и «За Победу над Германией».